# Fauvisme

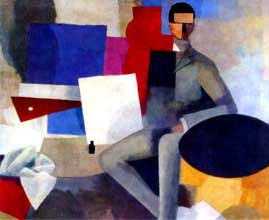
L' Homme Assis (1913) van Roger de La Fresnaye. In dit schilderij zijn elementen van het kubisme te zien.

Fauvisme is een uit Frankrijk afkomstige expressionistische stroming in de schilderkunst die begin 20e eeuw ontstond.
Het fauvisme kenmerkt zich door het gebruik van felle, nauwelijks gemengde kleuren. De stroming staat aan het begin van de moderne kunst en vond haar voortzetting in de schilderkunst van de 20e eeuw. Het hoogtepunt bereikte de stroming tussen 1898 en 1908.

## Geschiedenis
Een van de voorlopers van het fauvisme was Paul Gauguin. Net zoals het impressionisme in 1874, dankt het fauvisme (fauve betekent 'wilden', wilde dieren) zijn naam aan het toeval. Het was de Franse journalist-criticus Louis Vauxcelles die de naam gaf aan deze schilderstijl. Op de Salon d'Automne van 1905 exposeerde de beeldhouwer Albert Marquet een Italianiserende Florentijnse torso, te midden van de brutaal opvallende werken van de vrienden van Henri Matisse. Verontwaardigd schreef de criticus: "La candeur de ce buste surprend au milieu de l'orgie des tons purs: Donatello parmi les fauves", wat zoiets betekent als: "De eerlijkheid van deze buste verrast tussen de orgie van pure tonen: Donatello tussen de wilde dieren". De expositiezaal werd zelfs als de "Cage aux fauves" (kooi met wilde dieren) omschreven. Zo werd de beweging voortaan "fauvisme" genoemd en waren de adepten ervan "fauvisten".
Op de Salon van 1906 schreef dezelfde Vauxcelles nog over "een werkelijk vuurwerk", maar tijdens de Salon van 1907, waarop Paul Cézanne een retrospectief overzicht kreeg, ging de meeste belangstelling uit naar de gedempte blauwen en grijzen in de geometrisch kubistische werken van de nieuwere kunstuiting, het kubisme.
In 1906 sloten zich ook Georges Braque, André Derain en Kees van Dongen bij de fauvistische beweging aan. Het fauvisme was maar een kort leven beschoren. Henri Matisse en Raoul Dufy bleven de beweging het langst trouw. Het fauvisme was samen met een groot aantal andere stromingen een positiebepaling ten opzichte van het fototoestel. Schilders moesten concurreren met de fotografie, waardoor ze in de kleur een manier zochten om de waarde van het schilderij te bepalen.
De Franse fauvisten gingen bij het gebruiken van hun onvermengde directe kleuren tot het uiterste. Zoals alle vernieuwers wilden ze hiermee hun vrijheid manifesteren. Het is duidelijk dat ze waren beïnvloed door de felle kleuren van Vincent van Gogh. In 1901 had er een Van Gogh-retrospectieve tentoonstelling plaatsgevonden in de Galerie Bernheim-Jeune, die een sterke invloed zou uitoefenen op de latere fauvisten. Bij fauvisme ging het niet om een coherente groep schilders; wat hen tijdelijk samenbond was een gemeenschappelijke interesse in het schilderen van vlakke patronen en 'wilde' kleuren. Matisse was de centrale figuur van de groep. 
Marquet en Matisse schilderden al op deze manier in 1898, in de Académie Carrière, maar pas op de Salon d'Automne 1905, te Parijs, toonden een aantal geestverwanten gelijkaardig werk, zoals Maurice de Vlaminck, André Derain, Pierre Laprade, Raoul Dufy, Othon Friesz en Georges Rouault. 
De belangrijkste groepen die deel uitmaakten van deze beweging waren: Atelier Gustave Moreau, Académie Carrière (Marquet, Camoin, Manguin, Puy), de Châtou-groep (met Derain en De Vlaminck), en de Le Havre-groep (Braque, Dufy, Friesz). 
In 1948 verenigden een aantal jonge expressionisten met gelijkgerichte ideeën zich in de Cobra groep. Deze op het expressionisme en het fauvisme voortbordurende stroming veroorzaakte een opleving van de moderne kunst in Nederland, België en Denemarken.

## Kenmerken
Tegenwoordig wordt de term "fauvisme" ook gebruikt om een bepaalde manier van schilderen aan te duiden. Kenmerken van deze schilderwijze zijn:
- het gaat vooral om kleur en vorm
- dikwijls is sprake van applicatie van ongemengde pigmenten
- kleurpatronen, versimpelen, vlakheid, intens en niet-natuurgetrouw

## Oorspronkelijke kunstschilders van het fauvisme
Er kan ondanks stilistische verwantschap een duidelijk onderscheid gemaakt worden tussen de oorspronkelijke "fauvisten", die naam maakten omstreeks 1905, en latere stromingen zoals Cobra en De Nieuwe Wilden.
- Georges Braque
- André Derain
- Kees van Dongen
- Raoul Dufy
- Roger de La Fresnaye
- Othon Friesz
- André Lothe
- Albert Marquet
- Henri Matisse
- Georges Rouault
- Étienne Terrus
- Maurice de Vlaminck

Zie ook:
- Lijst van fauvisten

## Fauvistische schilderijen
Voorbeelden van fauvistische schilderijen zijn:
- Modjesko, Sopraan, 1908 van Kees van Dongen
- Brug over de Riou, en London Bridge, beide uit 1906 van André Derain
- Herfstlandschap, circa 1905 van Maurice de Vlaminck
- Landschap bij Collioure, 1905 van Henri Matisse

## Verwante stromingen/stijlen
Verwant aan het fauvisme zijn:
- Cobra
- Expressionisme
- De Nieuwe Wilden
- Postimpressionisme
- Primitivisme

## Musea met fauvistische werken
- Museum of Modern Art in New York
- Stedelijk Museum in Amsterdam
- Hermitage in Sint-Petersburg
- Kunstmuseum in Hiroshima
- Musée d’Art moderne in Céret